# میرزاخانی
میرزاخانی یک نام خانوادگی است. افراد شاخص با این نام از این قرارند:
- بابک میرزاخانی، آهنگ‌ساز، نوازنده و خواننده بلوز ایرانی
- حسن میرزاخانی، آهنگساز، تنظیم کننده و نوازنده سنتور و ویولن اهل ایران
- مریم میرزاخانی، ریاضی‌دان ایرانی-آمریکایی و استاد دانشگاه استنفورد